# 霍霍
霍霍（英語：Hhohho）是史瓦帝尼的一個區，位於該國西北部，接壤東南方的盧邦博區和南方的曼齊尼區。面積3,625.17平方公里，2017年人口為320,651，分為14個Tinkhundla。首府為墨巴本，同時是该國首都。